# Karang Jati (Lumbang)
Karang Jati is een bestuurslaag in het regentschap Pasuruan van de provincie Oost-Java, Indonesië. Karang Jati telt 3069 inwoners (volkstelling 2010).